# Moulins-Saint-Hubert
Moulins-Saint-Hubert é uma comuna francesa na região administrativa de Grande Leste, no departamento de Meuse. Estende-se por uma área de 8,14 km². Em 2010 a comuna tinha 180 habitantes (densidade: 22,1 hab./km²).